# Kallitrichia
Kallitrichia là một chi bướm đêm thuộc họ Noctuidae.